# Dendronephthya flabellifera
Dendronephthya flabellifera is een zachte koraalsoort uit de familie Nephtheidae. De koraalsoort komt uit het geslacht Dendronephthya. Dendronephthya flabellifera werd in 1888 voor het eerst wetenschappelijk beschreven door Studer. 